# 5TH DIMENSION
| 専門評論家によるレビュー             | 専門評論家によるレビュー |
| レビュー・スコア                     | レビュー・スコア         |
| 出典                                 | 評価                     |
| ------------------------------------ | ------------------------ |
| 『Rolling Stone 日本版』（南波一海） | [ 2 ]                    |
| 『Billboard JAPAN』（杉岡祐樹）      | 肯定的                   |

『5TH DIMENSION』（フィフス・ディメンション）は 2013年4月10日に発売された、ももいろクローバーZの2ndアルバム。日本レコード協会・プラチナディスク認定（累計出荷25万枚以上50万枚未満）。読売新聞が2018年に発表した「J-POP平成の名盤30」に入選。

## 概要
タイトルは英語で「5次元」を意味し、「進化」をテーマとしたコンセプト・アルバムとなった。新録曲はそれまでのグループの楽曲と趣を異にしており、EDM・ヒップホップ・ラテンミュージックなど、幅広いジャンルを取り入れている。
以前からグループの取材を行ってきた『STUDIO VOICE』は、それまでも新曲が出るたびに「こんなのももクロじゃない」といって賛否が分かれてきたことを踏まえ、今回のアルバムでも離れてしまう熱狂的ファンがいるかもしれないとする一方、それ以上に多くの新たなファンを獲得できると予見した。収録曲に関しては、「精神世界を追求するような自己啓発性の高い歌詞が続いて出てくる」としつつ「彼女たちのスットコドッコイなおバカ感が、過剰に作り込んだ世界を適度に台無しにしてくれる」と評した。
メンバーは今回のアルバムに関して、曲順にもストーリーがあるため、その順番で通して聴いてほしいと語っている。Rolling Stoneの日本版は、「シングル曲自体もそれ単体より、よく聴こえる構成になっている」と指摘し、「曲と曲が切り結んで互いが高め合い、アルバムとして形にする必然を強く感じさせる全13曲」だとした。なお、シングル曲は全てリマスタリングされている。
発売前には、アルバム・ツアー『ももいろクローバーZ JAPAN TOUR 2013「5TH DIMENSION」』を決行し、全曲披露した。自身初のオリコン週間、及び月間アルバムチャート1位を獲得。25万枚以上を出荷し、日本レコード協会・プラチナディスク認定作品となった。

## 収録曲

### 1枚目
1. Neo STARGATE（ネオ スターゲート）
作詞：森由里子 / 作曲：大隅知宇 / 編曲：TeddyLoid
歌詞・動画 - 歌ネット
  - EDM（ダブステップ）を取り入れた楽曲。イントロにカルミナ・ブラーナがサンプリングされている。演奏時間は8分19秒で、グループ最長の楽曲となっている。
  - SF映画で登場する「スターゲート」が、タイトルおよび歌詞に取り入れられている（"Neo"は「新たな」の意）。
2. 仮想ディストピア（かそう ディストピア）
作詞：只野菜摘 / 作曲・編曲：AKIRASTAR
歌詞・動画 - 歌ネット
  - ユートピア（理想郷）の正反対の状態であるディストピアが、希望の社会へ生まれ変わる様が描かれている。東日本大震災で大きな被害を受けた宮城県女川町をイメージして作られた楽曲[8]。歌詞には「瓦礫（がれき）の中からマシンを作った」「星がひとつ生まれ変わった」などと、町が復興する過程が盛り込まれている。
  - サビが全員のユニゾンではなく2パートに分けられている曲はグループとして初めてである。「風が吹いてるだけと誰かが叫んでいた」というフレーズはボブ・ディランの「風に吹かれて」のオマージュである[9]。
  - フジテレビ系『めざましどようび』2013年度上半期テーマソング。
  - 10周年BESTアルバム『MOMOIRO CLOVER Z BEST ALBUM「桃も十、番茶も出花」』＜初回限定 -モノノフパック-＞のファン投票企画で4位に選ばれている。
  - 2023年には、R・O・Nが編曲を担当しアレンジを一新した「仮想ディストピア -ZZ ver.-（ダブルゼータ バージョン）」を、2018年以降のメンバー4人体制バージョンとして制作。配信限定アルバム『ZZ’s III』に収録された。
3. 猛烈宇宙交響曲・第七楽章「無限の愛」
作詞・作曲・編曲：前山田健一
歌詞・動画 - 歌ネット
  - 7thシングル
4. 5 The POWER（ファイブ ザ パワー）
作詞：いとうせいこう / 作曲・編曲：MURO・SUI
歌詞・動画 - 歌ネット
  - ヒップポップを取り入れた楽曲。パブリック・エナミーの「Fight the Power」へのオマージュとされる。
  - ハンガリーの歌手、コンツ・ジュジャの「Visz a vonat」がサンプリングされている。
5. 労働讃歌
作詞：大槻ケンヂ / 作曲・編曲：Ian Parton
歌詞・動画 - 歌ネット
  - 6thシングル
6. ゲッダーン!
作詞：下地悠 / 作曲・編曲：Damian J. Kulash Jr.
歌詞・動画 - 歌ネット
  - エレクトロ・ポップを取り入れた楽曲。歌詞にも登場する"Get down!"は「楽しもう!」の意味。
7. Z女戦争
作詞・作曲：ティカ・α / 編曲：近藤研二
歌詞・動画 - 歌ネット
  - 8thシングル
8. 月と銀紙飛行船（つきと ぎんがみひこうせん）
作詞：岩里祐穂 / 作曲・編曲：永井ルイ
歌詞・動画 - 歌ネット
  - グループ初となる、全編3拍子の曲である[10]。冒頭にはメロトロンが使用されている。
9. BIRTH Ø BIRTH（バース オー バース）
作詞：前田たかひろ / 作曲：NARASAKI / 編曲：NARASAKI・ゆよゆっぺ
歌詞・動画 - 歌ネット
  - EDM（ダブステップ）を取り入れた楽曲。同じく前田たかひろが作詞した「DNA狂詩曲」のアンサーソング。
10. 上球物語 -Carpe diem-（じょうきゅう ものがたり カルペ ディエム）
作詞：zopp / 作曲・編曲：横山克
歌詞・動画 - 歌ネット
  - ラテンミュージックを取り入れた楽曲。太陽人が「上京」ならぬ「上球」をする、つまり地球に向かうという歌詞内容。歌詞にも登場する"Carpe diem"はラテン語で「今を楽しめ」、"Que sera sera"は「なるようになる」、"Memento mori"は「いつかは死ぬ」の意味。
  - 間奏部分で、メンバーの一人（ライブによって異なる）が即興で創作ダンスを披露するのが見せ場の一つとなっている。
  - 『WALKING WITH DINOSAURS』イメージソング。後に、福岡ソフトバンクホークス・柳田悠岐の登場曲としても採用された。
11. 宙飛ぶ! お座敷列車（そらとぶ! おざしきれっしゃ）
作詞：桑原永江 / 作曲：佐藤晃 / 編曲：長谷川智樹
歌詞・動画 - 歌ネット
  - ナレーションで石丸謙二郎が参加している。
12. サラバ、愛しき悲しみたちよ
作詞：岩里祐穂 / 作曲・編曲：布袋寅泰
歌詞・動画 - 歌ネット
  - 9thシングル
13. 灰とダイヤモンド（はいと ダイヤモンド）
作詞：只野菜摘 / 作曲：前山田健一 / 編曲：近藤研二
歌詞・動画 - 歌ネット
  - オーケストラを使用したバラード。Rolling Stoneの日本版は、グループの「これまでの軌跡とこれからの未来が描かれた詞を、息遣いが聴こえるほど前に出た歌声を通して聴くと、否応なしに感動してしまう」と評した[7]。
  - 2021年には、「灰とダイヤモンド -ZZ ver.-（ダブルゼータ バージョン）」を、2018年以降のメンバー4人体制バージョンとして制作。配信限定アルバム「ZZ’s II」に収録された。

### 2枚目（初回限定盤Aのみ）
2012年11月17日Zepp Tokyoにて開催された「ももいろ夜ばなし第一夜『白秋』」第1部のライブ音源を収録。
※のちにBlu-ray & DVDでも発売されている。この公演の詳細はももいろ夜ばなしを参照
1. 秋桜
歌：佐々木彩夏
山口百恵の楽曲のカバー
2. 初恋
歌：百田夏菜子
村下孝蔵の楽曲のカバー
3. 涙目のアリス
歌：玉井詩織
4. ありがとうのプレゼント
歌：有安杏果
5. 津軽半島竜飛崎
歌：高城れに
6. 襟裳岬
歌：高城れに
森進一の楽曲のカバー
7. だって あーりんなんだもーん☆
歌：佐々木彩夏
8. 太陽とえくぼ
歌：百田夏菜子
9. 少女人形
歌：玉井詩織
伊藤つかさの楽曲のカバー
10. なごり雪
歌：有安杏果 with 南こうせつ
かぐや姫の楽曲のカバー
11. 神田川
歌：ももいろクローバーZ with 南こうせつ
かぐや姫の楽曲のカバー
12. あの素晴しい愛をもう一度
歌：ももいろクローバーZ with 南こうせつ
「加藤和彦と北山修」の楽曲のカバー

上記の曲に加え、吉田照美による曲紹介や、ゲストの南こうせつを交えたトークコーナーなども収録されている。

### DVD（初回限定盤Bのみ）
1. Neo STARGATE（ミュージック・ビデオ）
2. BIRTH Ø BIRTH（ミュージック・ビデオ）

## 参加ミュージシャン
[ ]は演奏時間
| Neo STARGATE [8:19] - Programming：TeddyLoid - Chorus Arrangement：大隅知宇 - Chorus：東響コーラス、ENA☆ - Score Copy：信澤宣明 仮想ディストピア [4:09] - Programming：AKIRASTAR - Guitar：西川進 - Bass：川島弘光 - Drum：山縣亮 - Chorus：渡部沙智子、ひまわりキッズ（山口詩織、牛窪彩乃、中川澪、橋本怜奈、日高奈桜子、森千紗、朝久はるか、今田花音、風間美蘭乃） 猛烈宇宙交響曲・第七楽章「無限の愛」 [5:12] - Programming：前山田健一 - Lead Guitar：マーティ・フリードマン - Backing Guitar：板垣祐介 - Chorus：東響コーラス 5 The POWER [4:19] - Programming：MURO、SUI - Sampling：Visz a vonat（作詞：János Bródy、作曲：Szabolcs Szörényi） 労働讃歌 [4:38] - Electric Guitar & Drums：Ian Parton - Bass：Jamie Bell - Electric Guitar：Sam Williams - Trumpet：Ben Cummings - Trombone：Callum Au ゲッダーン! [3:34] - All Instruments：Damian J. Kulash Jr. Z女戦争 [6:57] - Guitar & Other Instrument：近藤研二 - Drums：Jimanica - Synthesizer Manipulator：栗山善親 - Violin Top：桑野聖 - Violin：押鐘貴之、久永泉、井戸柄里、南條由起、三浦道子、高田智恵、下川美帆 - Viola：矢野晴子、西森記子、上田敏子 - Violincello：古川淑恵、唐沢安岐奈 - Contrabass：玉木寿美 - Trumpet：エリック・ミヤシロ、西村浩二 - Trombone：中川英二郎 - Tenor Saxophone：Bob･Zung - Oboe：川村正明 - Chorus：ミュージッククリエイション | 月と銀紙飛行船 [5:16] - All Instruments & Mellotron, Chorus：永井ルイ BIRTH Ø BIRTH [5:03] - Guitar & Programming：NARASAKI 上球物語 -Carpe diem- [4:04] - Keyboard & Programming：横山克 - Saxophone：竹上良成 - Trumpet：中野勇介 - Guitar：堤博明 - Percussion：服部恵 - Chorus：ENA☆ - Score Copy：信澤宣明 宙飛ぶ!お座敷列車 [4:29] - Narration：石丸謙二郎 - Guitar & Chorus & Programming：長谷川智樹 - Bass：吉田建 - Drum：山縣亮 - Saxophone：竹上良成 - Trumpet：小林太 - Trombone：川原聖仁 サラバ、愛しき悲しみたちよ [5:01] - Guitar：布袋寅泰 - Programming & Audio Edit：岸利至 灰とダイヤモンド [6:52] - Drums：鎌田清 - Bass：渡辺等 - Acoustic Piano & Electric Piano：山田武彦 - Guitar & Computer Programming：近藤研二 - Percussion：藤井珠緒 - Flute：高桑英世 - Oboe：川村正明 - Violin：桑野聖、桐山なぎさ、藤家泉子、大林典代、小宮直、押鐘貴之、三浦道子、三木希生子、大町滋、岩戸有紀子、矢野晴子、南條由起、柳原有弥、丸山美里 - Viola：増田直子、渡部安見子、上田敏子、島岡智子 - Cello：堀沢真己、古川淑恵、結城貴弘、増本麻理 - Contrabass：一本茂樹 |